# Zdobycie Madrasu (1746)
Zdobycie Madrasu – starcie zbrojne, które miało miejsce w roku 1746 w trakcie I wojny w Karnatace.
W 1746 angielska eskadra pod dowództwem Curtisa Barnetta napotkała w pobliżu Fortu Davis w Indiach francuską flotę gubernatora Bertranda François de La Bourdonnais'go. Po obustronnej wymianie ognia Anglicy odpłynęli a Francuzi skierowali swoje siły do Madrasu celem zdobycia miasta. 6 września 1746 Francuzi wysadzili desant, rozpoczynając ostrzał miasta. Po 3 dniach składająca się z 300 Anglików i 200 tubylców załoga skapitulowała kosztem 5 zabitych obrońców.